# Patrick Modiano
Patrick Modiano (Boulogne-Billancourt, 30 de julho de 1945) é um escritor francês, laureado com o Nobel de Literatura de 2014. 

## Biografia
Nascido nos subúrbios de Paris, Patrick Modiano é filho de um comerciante judeu e uma atriz da Flandres. Ambos se conheceram durante a ocupação alemã. Por sua própria admissão Modiano se sentiu "não muito fortemente" ligado ao judaísmo. Ele cresceu inicialmente com os avós e, em seguida, passou a infância em um internato. A morte de seu irmão, com dez anos de idade, foi um choque para ele.
É autor de Missing Person (1978). Escreveu o argumento de Lacombe Lucien (1974) em co-autoria com o realizador, Louis Malle. Em 1972 venceu o Grande Prémio do Romance da Academia Francesa, com o livro Les Boulevards de ceinture, e em 1978 o Prémio Goncourt com o livro Rue des boutiques obscures. Em 2010, foi distinguido com o Prêmio Mundial Cino Del Duca, atribuído pelo Instituto de França, e dois anos depois, em 2012, venceu o Prémio Austríaco de Literatura Europeia.
Centrada na repetição e nas su(b)tilezas, sua obra romanesca se aproxima de uma forma de autoficção pela sua busca pela juventude perdida. Ela conta a vida de indivíduos desconhecidos confrontados aos horrores da história.

## Prêmio Nobel da Literatura 2014
Em 9 de outubro de 2014 foi distinguido com o Nobel de Literatura. As obras do escritor tem como cenário principal a Segunda Guerra Mundial e a ocupação da França pela Alemanha nazista. Modiano é o o décimo quinto autor francês laureado com o Nobel de Literatura. O prémio foi-lhe atribuído "pela arte da memória com a qual ele evocou os destinos humanos mais inatingíveis e descobriu a vida do mundo da ocupação alemã".

## Obras
- La Place de l'Étoile (1968)
- A ronda nocturna - no original La Ronde de nuit (1969)
- As avenidas periféricas - no original Les Boulevards de ceinture (1972) (Grand prix du roman de l'Académie française);
- Lacombe Lucien (1974); roteiro coescrito com Louis Malle;
- Villa triste (1975)
- Livret de famille (1977)
- Na Rua das Lojas Escuras - no original Rue des boutiques obscures (1978) (Prix Goncourt);
- Une Jeunesse (1981)
- Memory Lane
- De si braves garçons (1982)
- Quartier Perdu (1984)
- Domingos de Agosto - no original Dimanches d'août (1986)
- A história de Catherine - no original Catherine Certitude (1988) (Ilustrado por Sempé);
- Remise de Peine (1988)
- Vestiaire de l'enfance (1989)
- Voyage de noces (1990)
- Fleurs de Ruine (1991)
- Um Circo que Passa - no original Un Cirque passe (1992)
- Chien de printemps (1993)
- Du plus loin de l'oubli (1995);
- Dora Bruder - no original Dora Bruder (1997);
- Des inconnues (1999)
- La Petite Bijou (2001)
- Accident nocturne (2003)
- Un pedigree (2004)
- No café da juventude perdida - no original Dans le café de la jeunesse perdue (2007)
- O horizonte - no original L'Horizon (2010)
- L'Herbe de nuit (2012)
- Para que não te percas no bairro (Portugal) ou Para você não se perder no bairro (Brasil) - no original Pour que tu ne te perdes pas dans le quartier (2014)